# الحود (السدة)

تعديل مصدري - تعديل

الحود محلة تابعة لقرية عمام، التابعة لعزلة بني العثمانيين بمديرية السدة إحدى مديريات محافظة إب في الجمهورية اليمنية.، بلغ تعداد سكانها 151 حسب تعداد اليمن لعام 2004.